# Paille de la Roque
Paille de la Roque (née le 28 avril 2003) est une jument de saut d'obstacles, alezane, inscrite au stud-book du Selle français. Elle a notamment remporté la médaille d'or en individuel lors de la finale Coupe du monde de saut d'obstacles 2014-2015 à Las Vegas, avec le cavalier suisse Steve Guerdat.

## Histoire

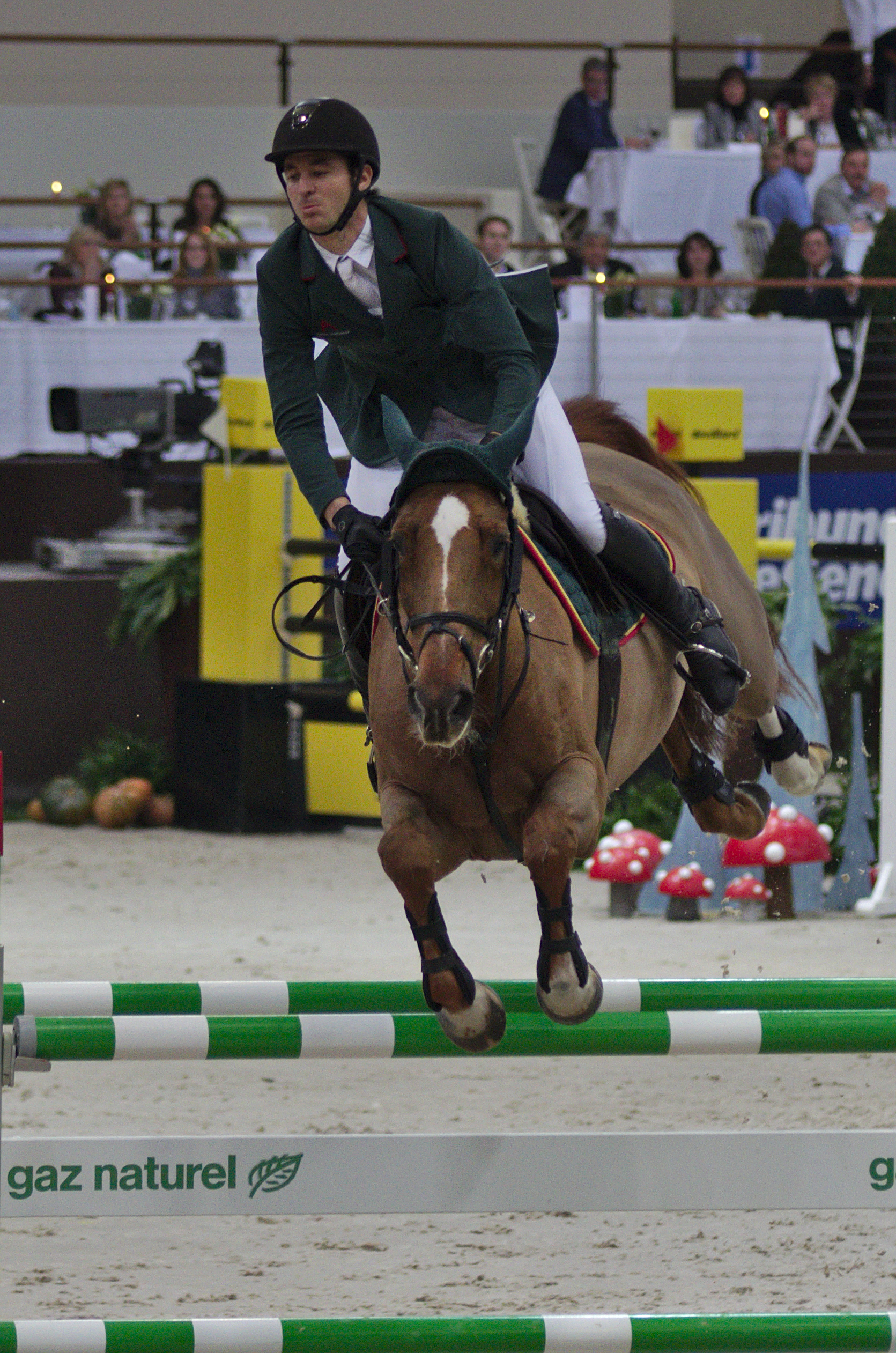
Albfuehren’s Paille de la Roque montée par Steve Guerdat au 54e CHI de Genève.

Elle naît sous le nom de « Paille de la Roque », via la technique du transfert d'embryon, le 28 avril 2003, à l'élevage E.U.R.L. Top Stallions Compagny, situé à La Roque-Baignard, dans le pays d'Auge, en France,. Cela explique qu'elle porte l'affixe « de la Roque », associé à la famille Hécart. Elle est d'abord montée par Samuel Loccoche, jusqu'au niveau international pour chevaux de cinq ans. Au début de l'année 2009, Stéphane Frey la monte jusqu'au niveau des CSI 2*. 
En octobre 2011, elle est vendue au groupe allemand Albführen, devenant la propriété de Hofgut Albführen Gmh, société gérée par Walter Frey, d'où la modification de son nom en Albführen's Paille de la Roque. Elle est montée un temps par la cavalière suisse Alexandra Fricker, jusqu'au niveau CSI 5*. En juin 2014, elle est confiée au cavalier suisse Steve Guerdat, avec qui elle remporte la finale individuelle de la Coupe du monde de saut d'obstacles 2014-2015 à Las Vegas. Elle se blesse un tendon début 2015 (juste après sa victoire dans la finale de la Coupe du monde), puis se reblesse une autre jambe lors de sa deuxième sortie en compétition après son retour, en 2015, lors du CSI3* de Kiel. En janvier 2016, elle entame un programme de remise en forme, incluant de la thalassothérapie, à l’élevage du Thot, situé à Réville dans le Cotentin. Elle ne retrouve pas son meilleur niveau, ce qui motive sa mise à la retraite anticipée en octobre 2016.

## Description
Albführen's Paille de la Roque est une jument de robe alezane, inscrite au stud-book du Selle français. 

## Palmarès
- 2015 : médaille d'or en individuel lors de la finale de la Coupe du monde de saut d'obstacles 2014-2015 à Las Vegas[1].

## Pedigree
Albführen's Paille de la Roque est une fille de l'étalon Kannan et de la jument Miloust d'Isigny, par Dollar du Mûrier. Son existence doit aussi beaucoup à l'éleveur Lucien Hermon (associé à l'affixe « d’Isigny » pour son élevage de Saint-Hilaire-du-Harcouët), qui a préservé les souches maternelles purement SF que l'on retrouve chez Paille de la Roque.

## Descendance
Paille de la Roque est désormais poulinière.